# 巴尔德亚韦鲁埃洛
巴尔德亚韦鲁埃洛，是西班牙卡斯蒂利亚-拉曼恰瓜达拉哈拉省的一个市镇。总面积17平方公里，总人口444人（2001年），人口密度26人/平方公里。